# Saint-Sever-de-Saintonge
Saint-Sever-de-Saintonge is een gemeente in het Franse departement Charente-Maritime in de regio Nouvelle-Aquitaine en telt 601 inwoners (2005). De plaats maakt deel uit van het arrondissement Saintes. In de gemeente ligt spoorwegstation Beillant.

## Geografie
De oppervlakte van Saint-Sever-de-Saintonge bedraagt 8,1 km², de bevolkingsdichtheid is 74,2 inwoners per km².
De onderstaande kaart toont de ligging van Saint-Sever-de-Saintonge met de belangrijkste infrastructuur en aangrenzende gemeenten.

## Demografie
Onderstaande figuur toont het verloop van het inwonertal (bron: INSEE-tellingen).

1. ↑  Populations de référence 2022.